# Mihai Pohonțu
Mihai Pohonțu (n. 19 noiembrie 1978, Iași) este un om de afaceri, investitor și antreprenor în industria de jocuri. Din 2017 activează ca CEO al Amber, o agenție de dezvoltare de jocuri cu sediul central în București și birouri în San Francisco și Los Angeles.
Anterior a deținut funcții executive în mai multe companii internaționale. Între 2015 - 2017 a fost Vice-Președinte al companiei Samsung, responsabil pentru programul de relații cu dezvoltatorii de software pentru întreaga gamă de produse ale companiei și programul de platforme emergente, cu focus special pe soluțiile de realitate virtuală (Gear VR) si ceasuri inteligente (Gear Watch). Între 2012 - 2014 a fost vicepreședinte al The Walt Disney Company, conducând echipa de Product Operations a diviziei Disney Interactive. 
Înainte de 2012 a deținut mai multe funcții în cadrul companiei Electronic Arts, inclusiv Vice-Președinte al grupului Central Development Services, cu peste 1500 de angajați livrând servicii de dezvoltare pentru 18 studiouri de jocuri pe 3 continente, acoperind întreaga gamă de produse a companiei între 2009 - 2011. De asemenea, în 2005 a fondat și a fost General Manager al EA Romania, filiala din București a companiei americane.
Născut la Iași in 1978, a copilărit la Suceava și a venit în București la 4 ani. După absolvirea liceului George Coșbuc și-a efectuat studiile superioare la University of California Los Angeles, unde a studiat Stiințe Politice cu specializarea în Relații Internaționale, absolvind cu distincția Summa Cum Laude in 2003.